# Golden Axe Warrior
Golden Axe Warrior é um jogo de RPG e ação e aventura, desenvolvido e publicado pela Sega. Foi lançado para o Master System em 1991 a partir da série Golden Axe. O jogo acompanha um jovem guerreiro que procura vingar a morte de seus pais através da exploração de dez labirintos, coletando nove cristais perdidos e lutando com o maléfico tirano Death Adder. O jogadores devem percorrer um mundo extenso, lutar com inimigos e vasculhar misteriosos labirintos, combater chefes e obter os cristais guardados por muitos monstros. Todos os personagens jogáveis do jogo original Golden Axe fazem breves aparições.
O jogo é comparável com outros títulos do Nintendinho como The Legend of Zelda e Willow, bem como com outros títulos do próprio Master System, como Ys - The Vanished Omens e Lord of the Sword. Golden Axe Warrior foi recebido com críticas de positivas a mistas em seu lançamento. Recebeu críticas positivas de revistas americanas, francesas e alemãs, mas foi criticado por revistas britânicas por ter pouco a ver com o original de arcade.

## Enredo
O gigante maligno, Death Adder, invadiu os países de Lenha, Nendoria e Altorulia e matou as famílias reais. Um jovem herói de Firewood parte em uma missão para destruir o gigante. Para combater a magia maligna de Adder, ele precisa encontrar os nove cristais da família real em Firewood. Esses cristais afastaram Death Adder até que o rei foi traído por um ministro que vendeu os cristais para Adder. Death Adder escondeu os cristais em nove labirintos. Em sua busca, o herói visita numerosas aldeias e descobre inúmeras pessoas se escondendo de Death Adder. Ele pode aprender as magias do Trovão, Terra, Fogo e Água. Ele descobre que a princesa de Lenha ainda está viva e que ele é filho do rei de Altorulia. Depois de encontrar todos os nove cristais, o herói é capaz de entrar no décimo e último labirinto, onde deve encontrar o mítico Machado de Ouro, a única arma que pode ferir Death Adder, antes de enfrentar o próprio gigante.

## Jogabilidade
Os jogadores assumem o controle do herói do jogo, que pode ser nomeado no início de uma nova missão.

O jogo apresenta um visão superior do mundo (em um sentido amplo, geralmente uma área dentro de um videogame que interconecta todos os seus níveis ou locais) com mais de 200 telas únicas e muitos inimigos. Os jogadores devem recuperar cada um dos nove cristais do jogo localizando labirintos escondidos. Cada labirinto é guardado por monstros e cheio de quebra-cabeças que devem ser resolvidos para chegar até o chefe e recuperar o cristal. Ao longo do jogo, os jogadores coletam vários itens e habilidades que permitem o acesso a áreas antes inacessíveis. O décimo labirinto só é acessível depois de coletar os nove cristais. Os jogadores devem então encontrar o Golden Axe e usá-lo para derrotar Death Adder.
Armas e armaduras podem ser atualizadas e várias habilidades mágicas podem ser aprendidas.
Usar magia requer o uso de potes que se esgotam após cada uso. A moeda do jogo são chifres coletados de inimigos; esses chifres podem ser usados em cidades durante o jogo. As áreas ocultas podem ser descobertas derrubando árvores com um machado ou quebrando pedras usando a magia da Terra.

## Lançamento
O jogo é considerado um dos mais raros para o sistema e é incluído como um destravável no jogo Sonic's Ultimate Genesis Collection para o
PlayStation 3 e Xbox 360.

## Recepção
Golden Axe Warrior recebeu uma recepção positiva a mista após o lançamento. A revista americana GamePro pontuou 5 em 5, comparando-o aos títulos do NES The Legend of Zelda e Willow , concluindo que Golden Axe Warrior é "um grande jogo".